# Jorge Rojas (Lyriker)
Jorge Rojas (* 1911 in Santa Rosa de Viterbo, Boyacá; † 1995) war ein kolumbianischer Lyriker.
Rojas studierte Wirtschaftswissenschaft und Jura in Bogotá. Seine Lyrik stand unter dem Einfluss von Juan Ramón Jiménez. Er gründete die Gruppe Piedra y cielo, der u. a. auch Eduardo Carranza angehörte.
Als Rojas Hauptwerk gilt die Sonettsammlung Rosa de Agua. Komponisten wie Luis Antonio Escobar und Gilardo Gilardi vertonten Gedichte von ihm.

## Werke
- La ciudad sumergida, 1939
- La forma de su huida, 1939
- Rosa de agua, 1941
- Soledades I, 1949
- Soledades II, 1965
- Cárcel de amor, 1976
- El libro de las tredécimas, 1991
- Huellas, 1993
- Facetas, 1995

| Personendaten    | Personendaten                 |
| ---------------- | ----------------------------- |
| NAME             | Rojas, Jorge                  |
| KURZBESCHREIBUNG | kolumbianischer Lyriker       |
| GEBURTSDATUM     | 1911                          |
| GEBURTSORT       | Santa Rosa de Viterbo, Boyacá |
| STERBEDATUM      | 1995                          |